# Flávio Almeida da Fonseca
Flávio Almeida da Fonseca (Porto Alegre, 9 september 1944) is een Braziliaans voormalig voetballer, bekend als Flávio Minuano. 

## Biografie
Flávio begon zijn carrière bij Internacional uit zijn thuisstad Porto Alegre en won al in zijn eerste seizoen het Campeonato Gaúcho. In 1965 maakte hij de overstap naar Corinthians en won er in 1966 het Torneio Rio-São Paulo. In 1969 trok hij naar Fluminense, waarmee hij in 1969 en 1971 het Campeonato Carioca won en in 1970 de landstitel. Na drie jaar bij het Portugese Porto keerde hij terug naar Internacional en won er nog twee staatstitels en een landstitel mee. Na 1977 speelde hij bij kleinere clubs. 
Hij debuteerde in 1963 voor het nationale elftal in een vriendschappelijke wedstrijd tegen Paraguay, waartegen hij al meteen scoorde. Hij ging mee naar het Zuid-Amerikaans kampioenschap van dat jaar en scoorde er vijf keer. 